# Pakenham (Suffolk)
Pakenham is een civil parish in het bestuurlijke gebied St. Edmundsbury, in het Engelse graafschap Suffolk.